# Coenotephria rondoui
Coenotephria rondoui là một loài bướm đêm trong họ Geometridae.